# پایگاه داده ترافیک تیتان
پایگاه داده ترافیک تیتان پایگاه داده است که گفته می‌شود بدست تشکیلات رادیو ملی دفاع سوئد اداره می‌شود. بر پایهٔ گزارش برنامه تلویزیونی «راپرت» که در ژوئن سال ۲۰۰۸ از تلویزیون سوئد پخش شد، گرداننده این پایگاه داده، نامشخص است. این گزارش می‌گوید که آژانس گرداننده این پایگاه داده، حجم زیادی از اطلاعات را نگهداری می‌کند که شامل «بررسی ارتباط بین افراد بدون نگهداری محتوای ارتباط» می‌شود. این خبر باعث تسلیم شکایتی به پلیس سوئد شد. اما در نهایت، دادستان، تحقیق گسترده‌ای دربارهٔ موضوع نکرد؛ زیرا در آن زمان، انجام این تحقیق، غیرقانونی انگاشته شد.